# قرار مجلس الأمن التابع للأمم المتحدة رقم 454
قرار مجلس الأمن التابع للأمم المتحدة رقم 454، المتخذ في 2 تشرين الثاني / نوفمبر 1979، بعد الاستماع إلى احتجاجات من جمهورية أنغولا الشعبية، أشار المجلس إلى القرارين 387 (1976) و447 (1979)، مشيرًا إلى قلقه وأدان الهجمات المستمرة على البلاد من قبل جنوب إفريقيا عبر جنوب غرب إفريقيا المحتلة بشكل غير قانوني.
وطالب المجلس جنوب أفريقيا بوقف الهجمات واحترام سيادة أنغولا وسلامتها الإقليمية. كما دعا جنوب إفريقيا إلى الكف عن استخدام أراضي جنوب غرب إفريقيا لشن هجمات ضد أنغولا ودول أفريقية أخرى. وطالب القرار الدول الأعضاء بتقديم مساعدة فورية لأنغولا من أجل تعزيز قدراتها الدفاعية.
تمت الموافقة على القرار بأغلبية 12 صوتاً؛ امتنعت فرنسا والمملكة المتحدة والولايات المتحدة عن التصويت.